# Gris 2000
La Gris 2000 è stata una squadra maschile italiana di ciclismo su strada, attiva nel professionismo nella sola stagione 1969.
Di proprietà dell'omonima azienda alimentare di Pianoro diretta dai fratelli Venturi, già sponsor di una squadra dilettantistica, nell'unica stagione tra i pro la Gris 2000 partecipò alle principali corse del calendario nazionale, comprese il Giro d'Italia e la Tirreno-Adriatico. Il direttore sportivo era Diego Ronchini e tra i corridori vi erano solo neoprofessionisti (molti dei quali provenienti dalla squadra dilettanti), tra cui Giovanni Bramucci, Giovanni Cavalcanti e Giancarlo Tartoni, oltre al pistard Sante Gaiardoni e al mezzofondista Domenico De Lillo.

## Cronistoria

### Annuario
| Anno | Codice | Nome      | Cat. | Biciclette | Dirigenza                                |
| ---- | ------ | --------- | ---- | ---------- | ---------------------------------------- |
| 1969 | -      | Gris 2000 | -    | ?          | Manager: - Dir. sportivi: Diego Ronchini |

## Palmarès

### Grandi Giri
- Giro d'Italia

Partecipazioni: 1 (1969)
Vittorie di tappa: 0
Vittorie finali: 0
Altre classifiche: 0
- Tour de France

Partecipazioni: 0
Vittorie di tappa: 0
Vittorie finali: 0
Altre classifiche: 0
- Vuelta a España

Partecipazioni: 0
Vittorie di tappa: 0
Vittorie finali: 0
Altre classifiche: 0

## Organico

### Rosa 1969
|  | Naz.              |  | Sportivo            | Anno |  |  |
|  | ----------------- |  | ------------------- | ---- |  |  |
|  | Italia (bandiera) |  | Gianfranco Bianchin | 1947 |  |  |
|  | Italia (bandiera) |  | Giovanni Bramucci   | 1946 |  |  |
|  | Italia (bandiera) |  | Cesarino Carpanelli | 1942 |  |  |
|  | Italia (bandiera) |  | Giovanni Cavalcanti | 1943 |  |  |
|  | Italia (bandiera) |  | Angelo Corti        | 1944 |  |  |
|  | Italia (bandiera) |  | Domenico De Lillo   | 1937 |  |  |
|  | Italia (bandiera) |  | Sante Gaiardoni     | 1939 |  |  |
|  | Italia (bandiera) |  | Amedeo Gattafoni    | 1944 |  |  |
|  | Italia (bandiera) |  | Flavio Martini      | 1945 |  |  |
|  | Italia (bandiera) |  | Francesco Menghi    | 1943 |  |  |
|  | Italia (bandiera) |  | Salvatore Mongardi  | 1945 |  |  |
|  | Italia (bandiera) |  | Benito Pigato       | 1944 |  |  |
|  | Italia (bandiera) |  | Sandro Quintarelli  | 1945 |  |  |
|  | Italia (bandiera) |  | Aroldo Spadoni      | 1945 |  |  |
|  | Italia (bandiera) |  | Giancarlo Tartoni   | 1948 |  |  |